# Cerkiew św. Jerzego w Edirne
Cerkiew św. Jerzego – prawosławna cerkiew w Edirne, w jurysdykcji Bułgarskiego Kościoła Prawosławnego.

## Historia
Cerkiew była budowana od kwietnia do września 1880, na mocy fermanu wydanego jeszcze przez sułtana Abdülaziza. Jej budowa współfinansowana była przez sułtana Abdülhamida II. Gotową świątynię wyświęcił biskup stobijski Synezjusz, locum tenens eparchii odrińskiej Egzarchatu Bułgarskiego. Wyposażenie budynku, w tym ikonostas, zostało ufundowane przez miejscową społeczność prawosławnych Bułgarów.
W 2001 opracowano projekt renowacji budynku, zaś w latach 2003–2004 przeprowadzono jego remont, podczas którego odnowiono ikonostas, ambonę i tron biskupi. 9 maja 2004 miała miejsce powtórna konsekracja obiektu, przeprowadzona przez metropolitę ruseńskiego Neofita oraz biskupa adrianopolskiego Eulogiusza, w obecności premiera Bułgarii Symeona Saskokoburggotskiego.
W cerkwi znajduje się sześć marmurowych nagrobków bułgarskich oficerów poległych podczas II wojny bałkańskiej w 1913. Znajdowały się one pierwotnie na bułgarskim cmentarzu wojskowym w Edirne (przy cerkwi Świętych Konstantyna i Heleny), który nie zachował się.
Na drugim piętrze budynku cerkiewnego znajduje się biblioteka bułgarska gromadząca literaturę piękną, historyczną oraz dziecięcą. Znajduje się tam również ekspozycja etnograficzna, złożona z przedmiotów związanych z Bułgarami oraz tablica informacyjna dotycząca ich obecności w Tracji Zachodniej na przestrzeni wieków. Biblioteka i muzeum otwarte zostały w 2008. Budowlą, jako zabytkiem, opiekują się nie tylko Bułgarzy, ale także władze miejskie Edirne.
Budowla położona jest w dzielnicy Kiyik, dawniej jednej z czterech bułgarskich dzielnic Edirne. Jest to jedna z dwóch bułgarskich cerkwi w mieście, obok ponownie otwartej w 2008 cerkwi Świętych Konstantyna i Heleny. Pierwotnie w Edirne czynnych było 17 świątyń bułgarskich oraz cerkwie greckie.